# Soldadura de fragua
La soldadura de fragua o de forja es un proceso para la unión de dos metales por medio de calor o presión y se define como la liga metalúrgica entre los átomos del metal a unir y el de aporte. Existen diversos procesos de soldadura los que difieren en el modo en que se aplica el calor o la energía para la unión.

## Introducción
El proceso de soldadura más antiguo es la soldadura por forja o soldadura de fragua. Ésta consiste en el calentamiento de las piezas a unir en una fragua después por medio de presión o golpeteo se logra la unión de las piezas. Su limitación es que sólo se puede aplicar en piezas pequeñas y en forma de lámina. La unión se hace del centro de las piezas hacia afuera y debe evitarse la oxidación, para esto se utilizan aceites gruesos con un fundente, por lo regular se utiliza bórax combinado con sal de amonio.

### Historia
La soldadura por forja es el primer tipo de soldadura que aparece en la historia. Los primeros ejemplos de soldadura por forja se dan desde la edad de bronce y la Edad del Hierro en Europa y el Oriente Medio. La soldadura fue usada en la construcción del Pilar de hierro de Delhi, en la India, construido cerca del año 310. La Edad Media trajo avances en la soldadura de fragua, con la que los herreros repetidamente golpeaban y calentaban el metal hasta que ocurría la unión. En 1540, Vannoccio Biringuccio publicó a De la pirotechnia, que incluye descripciones de la operación de forjado. Los artesanos del Renacimiento eran habilidosos en el proceso, y la industria continuó creciendo durante los siglos siguientes. La soldadura fue transformada durante el siglo XIX y hasta finales de ese siglo el único proceso de soldadura fue la soldadura de fragua, que fue sustituida por los otros tipos de soldaduras.

### Procesos de soldadura
Los procesos de soldadura se dividen en dos categorías principales:
1. Soldadura por fusión, en la cual se obtiene una fusión derritiendo las dos superficies que se van a unir, y en algunos casos añadiendo un metal de aporte a la unión; y
2. Soldadura de estado sólido, en la cual se usa calor o presión o ambas para obtener la fusión, pero los metales base no se funden ni se agrega un metal de aporte.

La soldadura por fusión es la categoría más importante e incluye:
1. La soldadura con arco eléctrico,
2. La soldadura por resistencia,
3. La soldadura con oxígeno y gas combustible
4. Otros procesos de soldadura por fusión (los que no pueden clasificarse en alguno de los primeros tres tipos).